# 1cP-LSD
1cP-LSD（化学名：1-环丙甲酰麦角酰二乙胺，N1-(cyclopropylmethanoyl)-lysergic acid diethylamide）是一种有机化合物，化学式为C24H29N3O2，为麦角酸二乙酰胺（LSD）的N-酰基化产物，2024年7月1日列入《非药用类麻醉药品和精神药品名录》。